# 錫斯內斯港
錫斯內斯港（西班牙語：Puerto Cisnes）是智利的城鎮，位於該國中南部，由伊瓦涅斯將軍艾森大區的艾森省負責管轄，面積16,093平方公里，2002年人口5,739，人口密度每平方公里0.4人。